# Songs of Mass Destruction
Songs of Mass Destruction (en español, "canciones de destrucción masiva") es el cuarto álbum de estudio de Annie Lennox, publicado el 1 de octubre de 2007.

## Recepción
Songs of Mass Destruction recibió en general reseñas favorables de críticos en su publicación, obteniendo en Metacritic una puntuación media de 68 sobre 100, basada en 18 reseñas.
El álbum debutó en séptima posición en la lista del Reino Unido, donde ha sido certificado Plata por la Industria Fonográfica Británica. Alcanzó la novena posición en la Billboard 200 de EE. UU., donde vendió 78 000 copias en su primera semana. De acuerdo con el Nielsen SoundScan, el álbum había vendido 275 000 copias en los Estados Unidos en octubre de 2010.

## Sencillos
El primer sencillo, «Dark Road», apareció originalmente en la página de MySpace de Lennox el 15 de agosto de 2007. Fue publicado posteriormente como un sencillo el 24 de septiembre de 2007 y alcanzó la quincuagésima octava posición en la UK Singles Chart.
El segundo sencillo, «Sing», fue publicado digitalmente el 1 de diciembre de 2007 y tuvo una publicación física como sencillo el 17 de marzo de 2008. «Sing» es una colaboración entre Lennox y otros 23 prominentes actos y artistas femeninos y es una grabación caritativa con ánimo de recaudar dinero y conocimiento de la organización contra el VIH/SIDA Treatment Action Campaign. La alineación consta de Madonna (que solo canta en el segundo verso de la canción), Anastacia, Isobel Campbell, Dido, Céline Dion, Melissa Etheridge, Fergie, Beth Gibbons, Faith Hill, Angélique Kidjo, Beverley Knight, Gladys Knight, k.d. lang, Sarah McLachlan, Beth Orton, Pink, Bonnie Raitt, Shakira, Shingai Shoniwa, Joss Stone, Sugababes, KT Tunstall y  Martha Wainwright.
Como Lennox reportó en su página web oficial, esta canción trata acerca de recaudar dinero y conocimiento de lo que ella considera como el genocidio del VIH/SIDA:

Hace varios años presencié personalmente a Nelson Mandela, de pie frente a su antigua celda de prisión en Robben Island, dirigiéndose a la prensa mundial. Su mensaje era que la pandemia del VIH/SIDA en África era de hecho, un genocidio. Desde ese momento decidí hacer todo lo posible para atraer la atención hacia la crisis del VIH/SIDA.

## Gira
El 13 de septiembre de 2007, Lennox anunció una gira principalmente norteamericana para Songs of Mass Destruction llamada «Annie Lennox Sings», que es solo la tercera gira en solitario de su carrera. Durante octubre y noviembre de 2007, la gira incluyó 18 paradas: Londres, San Diego, San Francisco, Los Ángeles, Dallas, Boulder, Minneapolis, Chicago, Detroit, Toronto, Washington D. C., Nashville, Atlanta, Miami, Nueva York (dos fechas), Filadelfia y Boston. Los eventos fueron generalmente en teatros de tamaño medio, excepto en Nueva York, donde uno de los conciertos fue una recaudación de fondos de la Organización de las Naciones Unidas en el restaurante Cipriani de Wall Street.
La artista Carina Round acompañó a Lennox en la gira como telonera, promocionando su tercer álbum, Slow Motion Addict.

## Lista de canciones
Todas las canciones escritas y compuestas por Annie Lennox, el rap "Womankind" con letra de Nadirah X. 
| N.º | Título                                                                       | Duración |  |
| 1.  | «Dark Road»                                                                  | 3:47     |  |
| 2.  | «Love is Blind»                                                              | 4:18     |  |
| 3.  | «Smithereens»                                                                | 5:17     |  |
| 4.  | «Ghosts in My Machine»                                                       | 3:30     |  |
| 5.  | «Womankind» (presentando a Nadirah X)                                        | 4:28     |  |
| 6.  | «Through the Glass Darkly»                                                   | 3:29     |  |
| 7.  | «Lost»                                                                       | 3:41     |  |
| 8.  | «Coloured Bedspread»                                                         | 4:29     |  |
| 9.  | «Sing» (presentando a varias artistas femeninas; véase Sencillos más arriba) | 4:48     |  |
| 10. | «Big Sky»                                                                    | 4:02     |  |
| 11. | «Fingernail Moon»                                                            | 5:02     |  |

| Pistas adicionales de Barnes & Noble |                                |          |  |
| N.º                                  | Título                         | Duración |  |
| 12.                                  | «Dark Road» (Versión acústica) | 3:30     |  |
| 13.                                  | «Don't Take Me Down»           | 3:52     |  |

| Pistas adicionales de la edición especial de iTunes |                                        |          |  |
| N.º                                                 | Título                                 | Duración |  |
| 12.                                                 | «Walking on Broken Glass» (En directo) | 4:30     |  |
| 13.                                                 | «Dark Road» (En directo)               | 3:46     |  |

| CD mejorado de edición deluxe |                               |          |  |
| N.º                           | Título                        | Duración |  |
| 1.                            | «Comentarios pista por pista» | 46:51    |  |
| 2.                            | «Dark Road» (Vídeo musical)   | 3:46     |  |
| 3.                            | «Material adicional»          |          |  |

| Versión bonus track |                                         |          |  |
| N.º                 | Título                                  | Duración |  |
| 1.                  | «Little Bird» (En directo)              | 4:20     |  |
| 2.                  | «Walking On Broken Glass» (En directo)  | 4:30     |  |
| 3.                  | «Smithereens» (con Comentario en Audio) | 5:15     |  |
| 4.                  | «Sing» (con Comentario en Audio)        | 4:46     |  |
| 5.                  | «Dark Road» (con Comentario en Audio)   | 3:47     |  |

## Créditos
- Acordeón – Eddie Baytos
- Arreglos, producción adicional – Mike Stevens
- Diseño artístico – Allan Martin
- Bajo – Sean Hurley
- Batería – Blair Sinta
- Guitarra – Joel Shearer
- Teclado – Annie Lennox, Glen Ballard, Mike Stevens, Randy Kerber, Zac Rae
- Masterización – Ted Jensen
- Mezclas – Tom Lord-Alge
- Asistente de mezclas – Femio Hernandez
- Fotografía – Mike Owen
- Piano – Annie Lennox, Randy Kerber
- Productor – Glen Ballard
- Ingeniero de grabación – Scott Campbell
- Voz – Annie Lennox

## Listas

### Posiciones más altas
| Lista (2007)                      | Posición |
| --------------------------------- | -------- |
| Australian ARIA Album Chart       | 41       |
| Austrian Albums Chart             | 25       |
| Belgian Albums Chart (Flanders)   | 57       |
| Belgian Albums Chart (Wallonia)   | 26       |
| Canadian Albums Chart             | 9        |
| Danish Albums Chart               | 36       |
| Dutch Albums Chart                | 26       |
| French SNEP Albums Chart          | 28       |
| German Media Control Albums Chart | 15       |
| Irish Albums Chart                | 21       |
| Italian Albums Chart              | 3        |
| Spanish Albums Chart              | 94       |
| Swedish Albums Chart              | 26       |
| Swiss Albums Chart                | 7        |
| UK Albums Chart                   | 7        |
| U.S. Billboard 200                | 9        |

### Listas de final de año
| Lista(2007)          | Posición |
| -------------------- | -------- |
| Italian Albums Chart | 90       |

### Certificaciones
| Certificaciones de Songs of Mass Destruction |     |       |        |
| Reino Unido                                  | BPI | Plata | 60 000 |

- Datos: Q2543580